# JWH-073 (metilni derivat)
Metilni derivat JWH-a -073 (alternativni naziv: - ) je psihotropna tvar. Dio skupine novih psihoaktivnih tvari. U Hrvatskoj su uvrštene izmjenama i dopunama uvrštene na Popis droga, psihotropnih tvari i biljaka iz kojih se može dobiti droga te tvari koje se mogu uporabiti za izradu droga donesenim od strane Ministarstva zdravstva i socijalne skrbi Republike Hrvatske ( Narodne novine br.: 19, 11. veljače 2011.). 
Kemijsko ime je (1-butil-1H-indol-3-il)(4-metilnaftalen-1-il)metanon. Metilni je derivat JWH-073, o kojem nije izvijestila grupa Johna W. Huffmanna. Kao i JWH-073 i JWH-018, i on je 1-alkil-3-(1-naphthoyl)indol, zbog čega se može očekivati da proizvede efekte poput kanabisa.

## Vanjske poveznice
- https://www.uredzadroge.hr  Arhivirana inačica izvorne stranice od 30. prosinca 2019. (Wayback Machine)
- https://www.nijd.uredzadroge.hr  Arhivirana inačica izvorne stranice od 30. prosinca 2019. (Wayback Machine)